# 澤田空海理
澤田 空海理（さわだ そうり、1993年 - ）は、日本の作曲家/及び本人のソロプロジェクトの名称。2023年12月にクラウンレコードよりメジャー・デビュー。作編曲家としてはファイブエイスに所属。愛知県名古屋市出身。

## 経歴
2021年3月にSori Sawadaから本名の澤田 空海理に名義を変え、職業作家としても活動する。
プロデュースから編曲までを自身で手掛け、ドラムを除くほぼ全ての楽器演奏を自身で行う。作家とソロ活動を平行して行い、そのいずれにも自ら「人生の切り取り」と称す赤裸々な作詞への姿勢が垣間見える。
代表曲の「またねがあれば」は、シンガーの當山みれいからバーチャルシンガーの花譜まで、幅広いジャンルの歌手たちにカバーされ、カバー動画の総再生回数は1000万回を超える。

## ディスコグラフィー（澤田空海理名義）

### シングル
- 「与太話」2021/04/01
- 「可笑しい」2021/05/08
- 「じょー」2021/08/31
- 「曖昧に甘い」2022/01/22
- 「振り返って」2022/02/23
- 「コフレ」2022/12/21

- 「冬萌」2023/02/14
- 「倖せ」2023/04/01
- 「花火から逃げて」2023/06/21
- 「ケーキの残骸」2023/10/04
- 「遺書」2023/12/06
- 「已己巳己」2024/02/14
- 「作曲」2024/04/03

### アルバム
- 「振り返って」2022/02/23

1. 与太話
2. 魚と猫
3. 曖昧に甘い
4. カメラシャイ
5. 望春
6. またねがあれば
7. 愛猫
8. 振り返って

### 配信限定シングル
- 「パンプルムース（with 望月起市）」2023/05/10

### 配信限定ミニアルバム
- 「号外」2023/04/01

1. コフレ
2. 冬萌
3. 29
4. 倖せ

## ディスコグラフィー（Sori Sawada名義）

### 同人アルバム
- 『フラワーガール』2016/10/30

1. old winer
2. 夜の砂
3. 二月の花嫁
4. フォーマルハウト
5. キャロル
6. 捨てた花束
7. 名前で呼ばないで
8. 4064
9. 朝のおやすみ
10. a piece of cake

- 『真水』2017/12/29

1. 花火から逃げて
2. 転校前夜
3. 花便りが届く
4. friended
5. cinema
6. オートハート
7. きみのかみ
8. 鞋
9. またねがあれば
10. 真水

### アルバム
- 『昼日中』2019/02/27

1. drama
2. 浴衣帯
3. たった
4. 蕃茄
5. 遠景
6. さよならとメーデー
7. 昼日中

- 『魚と猫』2020/09/16

1. 望春
2. 春の浴槽
3. 彼女
4. 薄荷飴
5. 茣蓙
6. トモネ
7. 花に化粧水
8. ポラロイド
9. 魚と猫

### 配信限定シングル
- 「日陰（feat.ちょまいよ）」2020/09/04
- 「夜気」2021/03/31

1. 与太話
2. 可笑しい

## 楽曲提供
- 無邪気な冒険心 / Goose house（編曲）2018/04/11
- 話がある / 足立佳奈（作詞・作曲・編曲）2019/10/01
- たぶん、嘘だね。/ ナナヲアカリ（作詞）2019/10/01
- イエスマンイズデッド / ナナヲアカリ（編曲）2019/10/01
- 赤色と水色 / いゔどっと（作詞・作曲・編曲）2020/07/15
- 君が好き ～Three Feelings～ / 中野三玖（伊藤美来）（作曲・編曲）2021/03/03
- あのね。/ 三月のパンタシア（共作詞・作曲・編曲）2022/06/09
- 二度目の花火 / ナナヲアカリ（作詞）2022/08/08
- 陽傘 / ナナヲアカリ（作詞・作曲・編曲）2022/08/17
- ロバとギターときみとぼく / 森七菜（作曲・編曲）2022/08/31
- sugar spot / 當山みれい（作詞・作曲）2022/09/28
- ≒ / haju;harmonics（作詞・作曲・編曲）2023/06/14
- ビスポーク / haju;harmonics（作詞・作曲・編曲）2023/06/14
- astro / Blue Journey（作詞・作曲・編曲）2023/07/17
- あなたじゃなくても / ナナヲアカリ（共作詞・作曲・編曲・歌唱）2024/01/03
- 希望の名前 / 家入レオ＆麻倉もも（共作詞・作曲・編曲）2024/02/20
- 夜明けのバス停 / 堀江由衣（作詞）2024/07/03
- 小心旅行 / 大神ミオ（作詞・作曲・編曲）2024/08/20
- 少女のすゝめ / 岡咲美保（作曲・編曲）2025/06/30